# Fontein 's-Gravesandeplein
De Fontein 's-Gravesandeplein is een kunstwerk in Amsterdam-Oost.
Het 's-Gravesandeplein werd begin 21e eeuw bijna geheel nieuw ingericht. De afbraak van oudere gebouwen en de daaropvolgende nieuwbouw voor het Onze Lieve Vrouwe Gasthuis. Omdat aan het plein de hoofdingang van de parkeergarage van het ziekenhuis kwam, was een overzichtelijker plein een wens van het Stadsdeel Oost. Door ingrijpende maatregelen zoals verlegging en versmalling rijroutes etc. werd het plein autoluw gemaakt, zodat het meer haar oorspronkelijke functie als voorplein van het Oosterpark terugkreeg. 
Het bedrijf dat de vernieuwde inrichting van het plein verzorgde, Handle with Care, ontwierp in overleg met het ziekenhuis een fontein. Deze fontein staat aan de zuidrand van het plein, maar is wel het middelpunt van de in- en uitrit van genoemde parkeergarage. Door de zachte kleur van de watersteen paste het in de ogen van ontwerper en ziekenhuis voorts bij de achterliggende Onze Lieve Vrouwe Kapel. Daarbij heeft ze de vorm van een soort doopsteen, wijzend op de katholieke achtergrond van het ziekenhuis. Er loopt over de steen een constante stroom van water, die over de rand in een bassin stroomt, dat weer aanvoert naar het midden van de cirkelvormige fontein.